# Критика демократії
Критика демократії — сукупність ідей, що наголошують на певних недоліках демократії чи її окремих інститутів. Критика демократії завжди існувала в демократичних суспільствах, велика частина критиків стверджує, що демократія економічно неефективна, політично ідеалістична або морально зіпсована.

## Визначення демократії
Є дві характеристики терміна демократія, які є придатними для наступного обговорення.
Відповідно до одного з недавніх джерел — американський журнал «Veterans today» "демократія для греків, які придумали це слово, означала: «влада людей (народу)» або «правління людей (народу)». Можливо, найвідомішим прикладом справжньої демократії, як високорозвиненої, висококультурної держави є Афіни і демократичні держави Стародавньої Греції. Всі значні політичні, юридичні і судові рішення приймалися безпосередньо народом. Демократичні Афіни пішли б на війну лише у тому випадку, якщо більшість людей так проголосувала; людина була б засланою або засудженою на смерть, якщо, і тільки якщо, його співгромадяни так встановили декретом.
За можливим винятком Швейцарії ніяка країна в світі сьогодні не є безпосередньою демократією. Замість цього існуючі системи на Заході і в інших місцях можуть бути найкраще описані як представницькі демократичні держави, де народ обирає членів виконавчої, законодавчої, а іноді навіть судової влади, які безпосередньо продовжують керувати від імені народу. У цій версії демократії країна може піти на війну, навіть коли більшість виступає за мир.

## Критика у економіці

### Ірраціональні виборці
Орієнтовані на вільний ринок економісти починаючи з Мілтона Фрідмана сильно розкритикували ефективність демократії, ґрунтуючись на аргументі, що виборці ірраціональні, іншими словами, не надто проінформовані у багатьох політичних питаннях, особливо щодо економіки, маючи сильний ухил до кількох проблем, щодо яких вони добре обізнані.
Наприклад, виборці не можуть бути відповідно освічені, щоб бути в змозі передбачити поліпшення спільноти, якій вони належать, і тому не здатні віддати голос з правильним ефектом. Але з огляду на право голосувати, неосвічена людина, звичайно, віддала би голос, який буде більш ймовірно породжений індивідуальністю кандидата або через іншу поверхневу причину. Звичайний виборець може також бути спокушений при голосуванні на основі фінансової допомоги або деяких інших дрібних обіцянок.

### Ефективність системи
Чиказький економіст Дональд Віттмен написав численні роботи, які намагаються протистояти цим загальним думкам його колег. Він стверджує, що демократія ефективна коли заснована на передумові раціональних виборців, альтернативних виборів і відносно низьких політично-операційних витрат. Економіст Брайан Кеплан заперечує: в той час як Віттмен наводить вагомі аргументи для останніх двох пунктів, він не може подолати нездоланні докази на користь нелогічності виборця. Це все ще залишається ахіллесовою п'ятою демократичного уряду. Проблема — не проста відсутність інформації; Виборці жахливо інтерпретують і оцінюють інформацію, яку вони дійсно мають. Згідно з Кепланом, проблема, на жаль, полягає в тому, що відносні витрати на придбання знань у специфічних питаннях дуже високі в порівнянні з витратами через незнання інформації. Це дійсно стає проблемою, коли необізнані люди голосують. Інші економісти, такі як Мельтцер і Річард, додали, що оскільки промислова діяльність в демократії збільшується, отже збільшуються вимоги людей за їх соціальним становищем. Однак згідно з „теоремою середнього виборця“, тільки кілька людей фактично приймають рішення в країні, і багато хто може бути незадоволеним рішеннями. Таким чином вони стверджують, що демократичні держави неефективні.

### Нерівність багатства
Описана ситуація може призвести до нерівності багатства в такій країні або навіть расової дискримінації. Fierlbeck (1998) вказує, що такий результат відбувається не обов'язково через провал в демократичному процесі, а скоріше, "тому що демократія чуйна до бажань великого середнього класу, все більше і більше готового ігнорувати приглушені голоси економічно-маргіналізованих груп в межах його власних кордонів «. Т.ч. критики наголошують на тому, що бажання демократичної більшості не завжди може бути спрямоване на благо всіх громадян в країні.

## Критика у соціології

### Відсутність політичної освіти
Крім того, деякі вчені-критики стверджують, що виборці можуть не бути достатньо освічені, щоб реалізувати свої демократичні права. Населення з низьким інтелектом не спроможне приймати вигідні для себе рішення. Вони стверджують, що відсутність раціональності або навіть освіти використовується в своїх інтересах політиками, які конкурують більше в способах зв'язків з громадськістю та тактики, ніж в ідеології. У той час як аргументи проти демократії часто сприймаються захисниками демократії як спроба підтримати або відновити традиційну ієрархію, щоб виправдати авторитарне правління. Це, зокрема, наукова робота Липсета 1959 року про вимоги для формування демократії, де він відзначив, що якісна освіта була присутня в багатьох розвинених демократичних державах. Однак, одна тільки освіта не може підтримати демократію, хоча Каплан дійсно зазначив в 2005 році, що, оскільки освіченість людини зростає, їх (людей) погляди мають тенденцію більше відповідати більшості економістів.

### Вигода спеціалізованого суспільства
Один такий аргумент — те, що вигода спеціалізованого суспільства може стати загрозою для демократії. Оскільки звичайні громадяни заохочені взяти участь в політичному житті країни, у них є влада безпосередньо впливати на результат державної політики через демократичні процедури голосування, проведення агітації і використання преси. Результат полягає в тому, що державна політика може бути більше під впливом думок неспеціаліста і таким чином мати під загрозою ефективність, особливо якщо політика технічно дуже складна і / або загальна маса людей неправильно поінформована. Наприклад, немає ніякої гарантії, що ті, хто проводить кампанію про принципи економічної політики уряду, є самі професійними економістами або академічно компетентний в цій особливій дисципліні, незалежно від того, чи є вони добре освіченими. По суті це означає, що демократичний уряд може не забезпечувати найкраще для більшої частини людей. Однак, деякі стверджують, що це навіть не повинно бути метою демократичних держав, тому що правами меншості можна нехтувати.

## Критика у політиці

### Незаперечна користь
Крім того, деякі політологи ставлять під сумнів, що демократія — «незаперечна користь». Якщо ми базуємо наш критичний аналіз на визначенні демократії як управління, засноване на рішеннях більшості, можуть бути деякі передбачувані наслідки для цієї форми правила. Наприклад, Fierlbeck (1998: 12), вказує, що більшість середнього класу в країні може вирішити перерозподілити багатство і ресурси в руки тих, хто на їхню думку, є найбільш здатними до інвестування або збільшення їх ресурсів.

#### Циклічна теорія уряду
Макіавеллі висунув ідею, що демократичні держави матимуть тенденцію догоджати примхам людей, Він висунув циклічну теорію уряду, де монархії завжди трансформуються в аристократії, які потім перетворюються на демократичні держави, які згодом переростають в анархію, далі в тиранію і зрештою повертаються до монархії. Приклад — Франція до, під час, після Французької революції і до останнього монарха Бурбона.

#### Політична Теорема Коуза
Деякі вчені намагаються стверджувати, що Теорема Коуза (брит. економіст і письменник) також стосується політичних ринків. Єйсмоглу (амер. економіст турецького походження), однак, представляє свідоцтва протилежного, стверджуючи, що Теорема Коуза дійсна тільки в той час, коли є «правила гри», якщо можна так висловитися, які впроваджуються в життя урядом. Але коли немає нікого, щоб впровадити в життя правила для самого уряду, немає ніякого способу гарантувати, що низькі операційні витрати приведуть до ефективного результату в демократичних державах.

### Політична нестабільність
Пізніше, демократія зазнала критики за те, що вона не пропонує достатньої політичної стабільності. Оскільки уряди часто змінюються, є тенденція до внесення постійних змін (внутрішньо і зовні) в політиці демократичних країн. Часті зміни політики щодо бізнесу та імміграції, ймовірно, утримують інвестиції і тим самим перешкоджають економічному зростанню. Тому багато людей відстоюють ідею, що демократія небажана для країни, що розвивається або в якій економічне зростання і скорочення бідності — вищий пріоритет. Однак Даунс стверджував, що політичний ринок працює майже так само, як економічний ринок, і можна досягнути рівноваги в системі через демократичний процес. Однак він (Даунс) в кінцевому рахунку дійшов до висновку, що посередні знання у політиків і виборців перешкоджають досягнення такої рівноваги.

### Утиск більшістю
У конституціях багатьох країн є пункти, які обмежують природу тих видів законів, які можуть бути прийнятими законодавчими органами. Фундаментальна ідея на другому плані деяких з цих обмежень. Більшість населення і обрані ними законодавчі органи часто можуть бути об'єктом переслідування меншин (расова дискримінація). Наприклад, протягом середини 1930-х і середини 1970-х в демократичній Швеції уряд насильно стерилізував тисячі невинних жінок. Вони стерилізувалися через наявність «розумових дефектів», або просто тому що вони мали «змішану расу». Це — одна з найбільших невдач демократії, та попри минуле Швеція сьогодні залишається в світі зразковим прикладом демократичної держави. Другий приклад — коли, в 2014 році в Пакистані «християнська пара була спалена натовпом живцем у печі для випалювання цегли через підозру у спалюванні сторінок Корану». Це супроводжувалося невеликою поліцейською відплатою і заявою від президента Пакистану, що його уряд захистить права і інтереси християнської спільноти.
У деяких країнах світу судова система передбачає, що судді можуть знаходитися на призначувальних посадах протягом довгого періоду часу. У той же час багато науковців, зокрема Віттмен, стверджують, що демократичні держави працюють майже так само, як вільний ринок, і що серед сторін присутнє змагання з метою запобігти утиску з боку більшості.
Джон Т. Вендерс, викладач економіки в університеті Айдахо, пише: «Свобода і демократія різняться. У словах, приписаних шотландському історику Олександру Тітлеру: „Демократія не може існувати як постійна форма правління. Вона може існувати лише доти, доки більшість виборців не виявляє, що вони можуть шляхом голосування винагородити себе щедрим даром за державний кошт“. Демократія розвивається в клептократію. Більшість, що залякує меншість, це так само погано як диктаторство, комунізм чи щось подібне. Демократія — два койота і ягня, які голосують за те, що з'їсти на обід».
Є відмінність між демократією і свободою. Воля не вимірюється здатністю голосувати. Вона вимірюється переліком тих речей, за якими ми не голосуємо.
Президент США Джеймс Медісон присвятив усього Федераліста № 10 нищівному критичному аналізу демократії і заявив, що республіка — набагато краще рішення. Він говорив: «… демократичні держави вважалися несумісними з особистою безпекою або правами на власність». Медісон відзначив, що республіки перевершують демократії, тому що республіки захищають від тиранії більшості, написавши в Федералісті № 10: «Велика республіка має перед малою такі переваги, які республіка має відносно демократії».

## Критика у філософії

### Панування натовпу
«Республіка» Платона показує критичний погляд на демократію через розповідь Сократа: «Демократія, яка є привабливою формою правління, повною різноманітності, безладу і розподілу свого роду рівності». У своїй роботі Платон перераховує 5 форм правління від найкращої до найгіршої. Взявши до уваги, що «Республіка» мала на меті серйозний критичний аналіз політичної думки в Афінах, Платон стверджує, що лише Калліполіс (Kallipolis) (утопічне місто Платона), аристократія на чолі з жорсткими мислителями-правителями, є справедливою формою правління.

### Демократія і олігархія
Згідно з Платоном, інші форми уряду приділяють занадто багато уваги на менших гідностях і вироджуються одна в одну від найкращої до найгіршої, починаючи з аристократії, яка переоцінює честь, далі йде олігархія, яка переоцінює багатство, за якою слідує демократія. У демократії олігархи, або купці, не у змозі ефективно здійснювати свою владу і народ перебирає її на себе, обираючи того, хто маніпулює їхніми бажаннями (наприклад, організовуючі щедрі фестивалі). Однак уряд надає людям занадто багато свободи і держава занепадає, перетворюючись на четверту форму — тиранію або панування натовпу.

### Порушення права власності
Деякі анархо-капіталісти критикують демократію через її, як вони стверджують, аморальність, що полягає у порушенні права власності.

### Роль республіканізму
Батьки-засновники Сполучених Штатів мали намір врахувати наявну критику, поєднавши демократію з республіканізмом. Конституція мала обмежити повноваження, які могла б реалізовувати проста більшість.

## Адміністративні зауваження

### Недалекоглядність
Демократія також зазнала критики за часті вибори через нестабільність коаліційних урядів. У багатьох країнах після виборів часто формуються коаліції і в основі їх утворення лежить переважно прагнення створити життєздатну більшість, а не ідеологічна згода.
Такий випадковий союз не лише має недолік у вигляді необхідності задовольняти занадто багатьом ідеологічно протиставленим фракціям, але він також є недовготривалим. Будь-яка гадана або реальна невідповідність у взаємовідносинах партнерів по коаліції або зміна лідерства усередині них можуть дуже легко призвести до припинення підтримки уряду з боку партнера по коаліції.
Демократичні інститути працюють на основі пошуку консенсусу у вирішенні проблеми, що зазвичай займає більше часу, ніж одностороннє рішення.

### Корупція усередині демократичних урядів
Це проста форма звернення до короткострокових інтересів виборців.
Іншу форму зазвичай називають «барелем свинини»: коли окремі сфери або політичні сектори отримують особливі вигоди, що робиться за рахунок всіх платників податків.
Самі вибори — всього лише один аспект демократичного процесу. Інші принципи демократії, такі, як відносна рівність і свобода, часто відсутні в нібито демократичних країнах.
Крім того у багатьох країнах демократична участь складає менше ніж 50 % час від часу, і можна стверджувати, що вибори людини (людей) замість ідей руйнують демократію.
Мінливість / нестійкість
Заснування демократичних інститутів в країнах, де відповідні практики поки ще лишаються незвичайними або вважаються культурно неприйнятними, може мати наслідком появу нестабільних у довгостроковій перспективі інституцій. Однією з обставин, що зумовлює такий результат, може бути поширення серед населення думки, що інституції засновані як прямий результат іноземного тиску.
Тривалий регулярний контроль з боку демократичних країн, який керується найкращими спонуканнями, зазвичай недостатній для запобігання ерозії демократичних методів. Наприклад, у випадку деяких африканських країн поширеною лишається корупція, незважаючи на демократично обрані уряди.